# Thủy Biều
Thủy Biều là một phường thuộc quận Thuận Hóa, thành phố Huế, Việt Nam.

## Địa lý
Phường Thủy Biều nằm ở phía tây quận Thuận Hóa, có vị trí địa lý:
- Phía đông giáp phường Phường Đúc và phường Thủy Xuân
- Phía tây và phía bắc giáp quận Phú Xuân
- Phía nam giáp phường Thủy Bằng và quận Phú Xuân.

Phường Thủy Biều có diện tích 6,57 km², dân số năm 2010 là 9.929 người, mật độ dân số đạt 1.511 người/km².

## Hành chính
Phường Thủy Biều được chia thành 7 tổ dân phố: Đông Phước 1, Đông Phước 2, Long Thọ, Lương Quán, Trung Thượng, Trường Đá, Trường Sơn.

## Lịch sử
Trước năm 1945, địa bàn phường Thủy Biều hiện nay tương ứng với hai làng Nguyệt Biều (hình thành vào thế kỷ XVI) và Lương Quán (hình thành vào thế kỷ XVII) thuộc tổng Cư Chánh, huyện Hương Thủy, phủ Thừa Thiên.
Sau Cách mạng Tháng Tám năm 1945, hai làng Nguyệt Biều và Lương Quán sáp nhập với nhau thành xã Phong Thủy. Về sau, xã Phong Thủy sáp nhập với xã Thủy Xuân thành xã Phùng Xuân Thủy, tuy nhiên đến năm 1954 lại chia thành hai xã Thủy Biều và Thủy Xuân.
Ngày 11 tháng 3 năm 1977, huyện Hương Thủy sáp nhập với huyện Phú Vang thành huyện Hương Phú, xã Thủy Biều thuộc huyện Hương Phú.
Ngày 11 tháng 9 năm 1981, Hội đồng Bộ trưởng ban hành Quyết định 64-HĐBT. Theo đó, chuyển xã Thủy Biều về thành phố Huế quản lý.
Ngày 25 tháng 3 năm 2010, Chính phủ ban hành Nghị quyết 14/NQ-CP. Theo đó, thành lập phường Thủy Biều trên cơ sở toàn bộ 657,3 ha diện tích tự nhiên và 9.929 người của xã Thủy Biều.
Ngày 30 tháng 11 năm 2024, Ủy ban Thường vụ Quốc hội ban hành Nghị quyết số 1314/NQ-UBTVQH15 về việc sắp xếp đơn vị hành chính cấp huyện, cấp xã của thành phố Huế giai đoạn 2023 – 2025 (nghị quyết có hiệu lực từ ngày 1 tháng 1 năm 2025). Theo đó, thành lập quận Thuận Hóa thuộc thành phố Huế. Phường Thủy Biều trực thuộc quận Thuận Hóa.

## Văn hóa
Người Huế xưa thường truyền tụng câu ca dao về hai làng cổ Nguyệt Biều và Lương Quán: 
| “ | Nguyệt Biều - Lương Quán bao xa Cách nhau cái hói chia ra hai làng. | ” |

Riêng làng Nguyệt Biều xưa còn nổi tiếng với truyền thống hiếu học nên dân gian có câu: “Ruộng Đồng Di, thi Nguyệt Biều”.
Hiện nay cả hai đình làng Nguyệt Biều và Lương Quán đều được bảo tồn một cách nguyên vẹn.
Hiện nay tại phường Thủy Biều còn có một số điểm di tích như Hổ Quyền, Đền Voi Ré, Thành Lồi, Đền Long Thọ Cương (nay không còn), và một hệ thống các nhà Rường cổ mang đậm tính chất của Huế.